# Kholat Syakhl
Le Kholat Syakhl (en russe : Холатча́хль) est un sommet situé dans la partie septentrionale des monts Oural, à la frontière de la république des Komis et de l'oblast de Sverdlovsk en Russie. Son nom, d'origine mansi, signifie « montagne morte ».
Le site est connu pour avoir été le théâtre en 1959 de l'« affaire du col Dyatlov », au cours de laquelle neuf randonneurs soviétiques ont perdu la vie, victimes d'une « force irrésistible inconnue » suivant les conclusions de l'enquête menée par les autorités.